# Bardo (bouddhisme)
Pour les articles homonymes, voir Bardo.

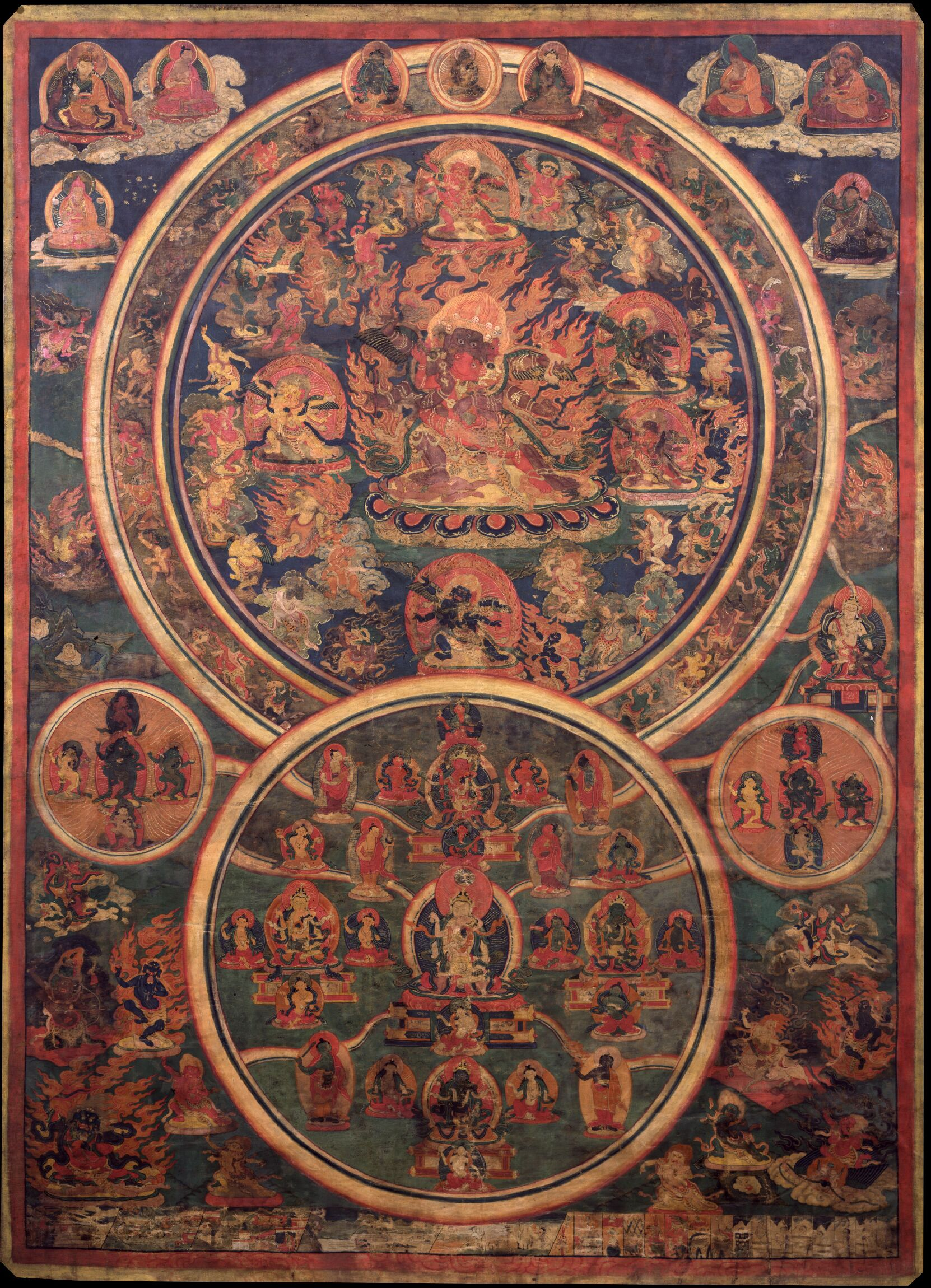
Illustration tibétaine des divinités paisibles et courroucées de l'état intermédiaire post-mortem (bardo). Certains bouddhistes tibétains croient que lorsqu'un être traverse l'état intermédiaire, il aura des visions de diverses divinités.

Bardo (tibétain : བར་དོ་, Wylie : bar do) est un mot tibétain, traduisant le sanskrit antarâbhava, qui désigne, dans certaines écoles bouddhistes du Tibet, un état intermédiaire entre la mort et la renaissance.
En tibétain, le terme « bardo » est utilisé pour signifier « intervalle » et fait référence à des périodes de la vie auxquelles on peut associer des limites.

## Historique
Contre l'enseignement de l'école theravâda, plusieurs écoles bouddhiques (dont les pudgalavādin, vers 280 av. J.-C.) posent la notion d'état intermédiaire (anarâbhava) entre mort et renaissance.
Le Tantra de Guhyasamāja (Ve – VIe siècle) envisage plusieurs états intermédiaires. Le Hevajratantra (VIIIe siècle) indique diverses pratiques de méditation. Un tantra proche du Livre des morts tibétain, "Les Paroles du Vainqueur, l'Intention éveillée du cœur des Instructions essentielles" propose un modèle à six bardo : le bardo naturel de la vie (rang bzhin gyi bar do), le bardo des rêves (rmi lam gyi bar do), le bardo du recueillement méditatif (ting nge 'dzin gyi bar do), le bardo du moment de la mort ( 'chi kha'i bar do), le bardo de la Réalité (chos nyid kyi bar do), le bardo du devenir (srid pa'i bar do).
Tilopa (988-1069) développa au Bengale divers enseignements du Mahamudra.
Nāropa (1016-1100), au Bengale, apprit auprès de Tilopa.
Marpa Lotsawa, disciple de Nâropa, diffusa les enseignements de son maître au Tibet sous le nom de "Six yogas de Nāropa", à savoir : 1) la furie (gtum mo) ou yoga de la chaleur interne, 2) le corps illusoire (sgyu lus), 3) la Claire Lumière ('od gsal), 4) le rêve (rmi lam), 5) le transfert ( 'pho ba), 6) l'état intermédiaire après la mort (bar do).

## Formes debardo
Traditionnalement, on compte six "bardos" dans le Bardo Thödol : 
1. celui de la naissance jusqu'à la mort (c'est-à-dire la vie actuelle) ;
2. celui du rêve ;
3. celui de la concentration (ou de la méditation) ;
4. celui du moment de la mort (le processus de l'agonie) ;
5. celui de la nature en soi (la première partie de la période qui suit le décès) ;
6. celui du devenir (la seconde partie de la période post-mortem).

| Bardo                | Prononciation (+ translittération Wylie) | Sanskrit           | État de conscience                                 |
| -------------------- | ---------------------------------------- | ------------------ | -------------------------------------------------- |
| du lieu de naissance | kyene bardo (skye gnas bar do)           | jatyantarābhava    | entre naissance et début de la maladie mortelle    |
| des rêves            | milam bardo (rmi lam bar do)             | svapanāntarābhava  | entre sortie du sommeil profond et réveil          |
| de la méditation     | samten bardo (bsam gtan gyi bar do)      | samādhyantarābhava | entre entrée et sortie du recueillement            |
| du moment de la mort | chikai ( 'chi kha'i bar do)              | mumūrṣāntarābhava  | entre maladie mortelle et fin de la claire lumière |
| de la Réalité        | chonyi bardo (chos nyid bar do)          | dharmatāntarābhava | entre fin de la claire lumière et fin des visions  |
| du devenir           | sipai bardo (srid pa'i bar do)           | bhāvāntarābhava    | entre apparences karmiques et conception           |

Philippe Cornu résume ainsi :
- "Bardo du lieu de naissance" : l'état intermédiaire entre la naissance et le début de la maladie mortelle.
- "Bardo des rêves" : l'état intermédiaire entre la sortie du sommeil profond et le réveil, caractérisé par les apparences oniriques.
- "Bardo de la méditation" : l'état intermédiaire entre l'entrée et la sortie du recueillement méditatif.
- "Bardo du moment de la mort" : l'état intermédiaire entre le début de la maladie mortelle et la fin des dissolutions (dans les Nyingthik) ou la fin de la claire lumière fondamentale (dans le Bardo Thödröl et les systèmes tantriques).
- "Bardo de la Réalité" : l'état intermédiaire entre le lever de la claire lumière fondamentale de la mort et la fin des visions pures de la Réalité absolue ou entre le moment où prend fin la claire lumière fondamentale de la mort et la fin des visions pures de la Réalité (dans le Bardo Thödröl)
- "Bardo du devenir" : l'ancien antarâbhava 'état traversé par le défunt entre la mort et la renaissance) des adhidharma (dernière partie des textes canoniques), l'état intermédiaire entre le lever des apparences karmiques et le moment de la conception qui marque la renaissance.